# Dodge Attitude
Dodge Attitude – samochód osobowy klasy subkompaktowej, a następnie klasy kompaktowej produkowany pod amerykańską marką Dodge od 2006 roku. Od 2024 roku produkowana jest czwarta generacja pojazdu.

## Pierwsza generacja

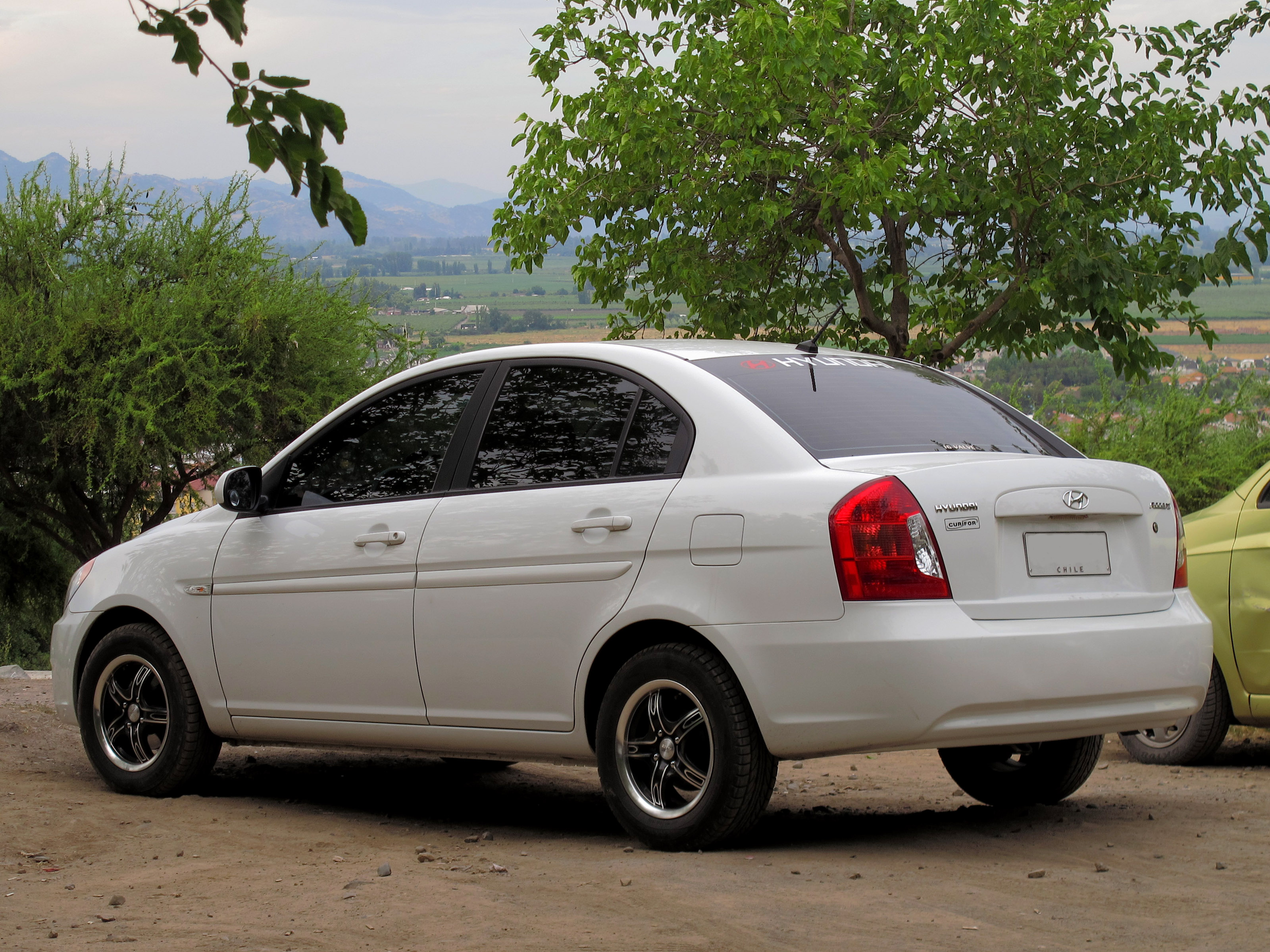
Dodge Attitude I - tył

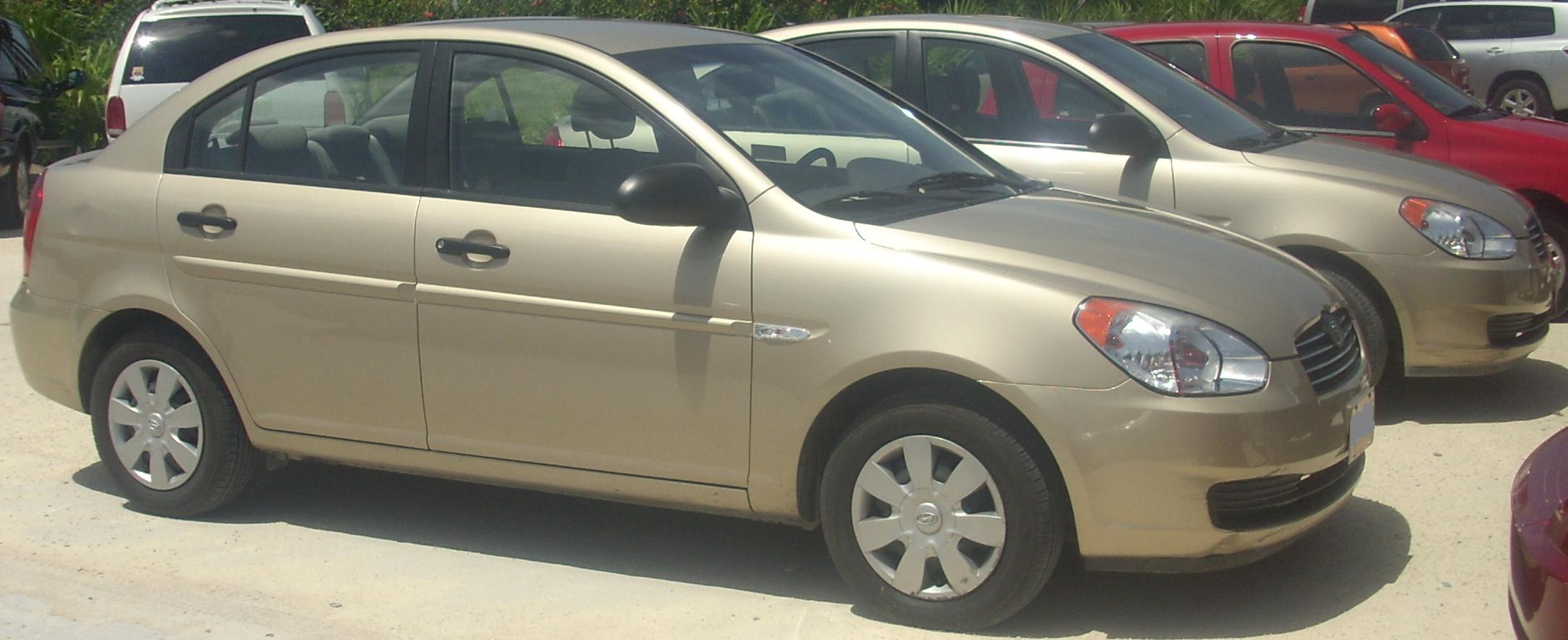
Dodge Attitude I - sylwetka

Dodge Attitude I został zaprezentowany po raz pierwszy w 2006 roku.
W 2006 roku Dodge zdecydował się kontynuować partnerstwo z koreańskim Hyundaiem oparte na badge engineering, wprowadzając do sprzedaży w Meksyku kolejną generację modelu Accent pod nową nazwą. Zamiast Verna, samochód otrzymał nazwę Attitude.
Pierwsza generacja modelu oferowana była tylko jako 4-drzwiowy sedan, odróżniając się od odpowiednika Hyundaia minimalnymi wizualnymi różnicami - samochód zyskał jedynie inne logotypy i oznaczenia producenta. Dodge Attitude był importowany z Korei Południowej.

### Silniki
- R4 1.4l Alpha
- R4 1.6l Alpha

## Druga generacja

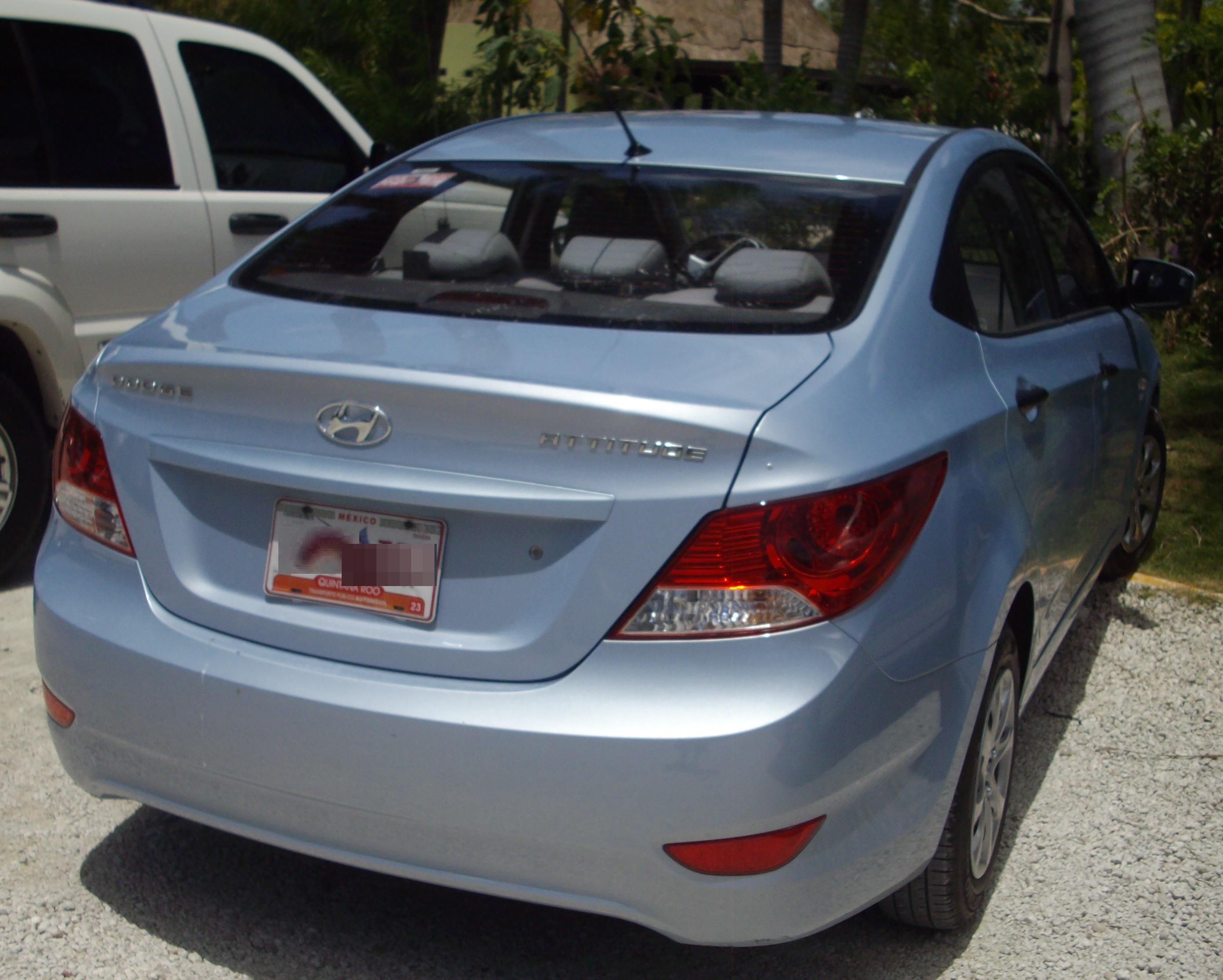
Dodge Attitude II - tył

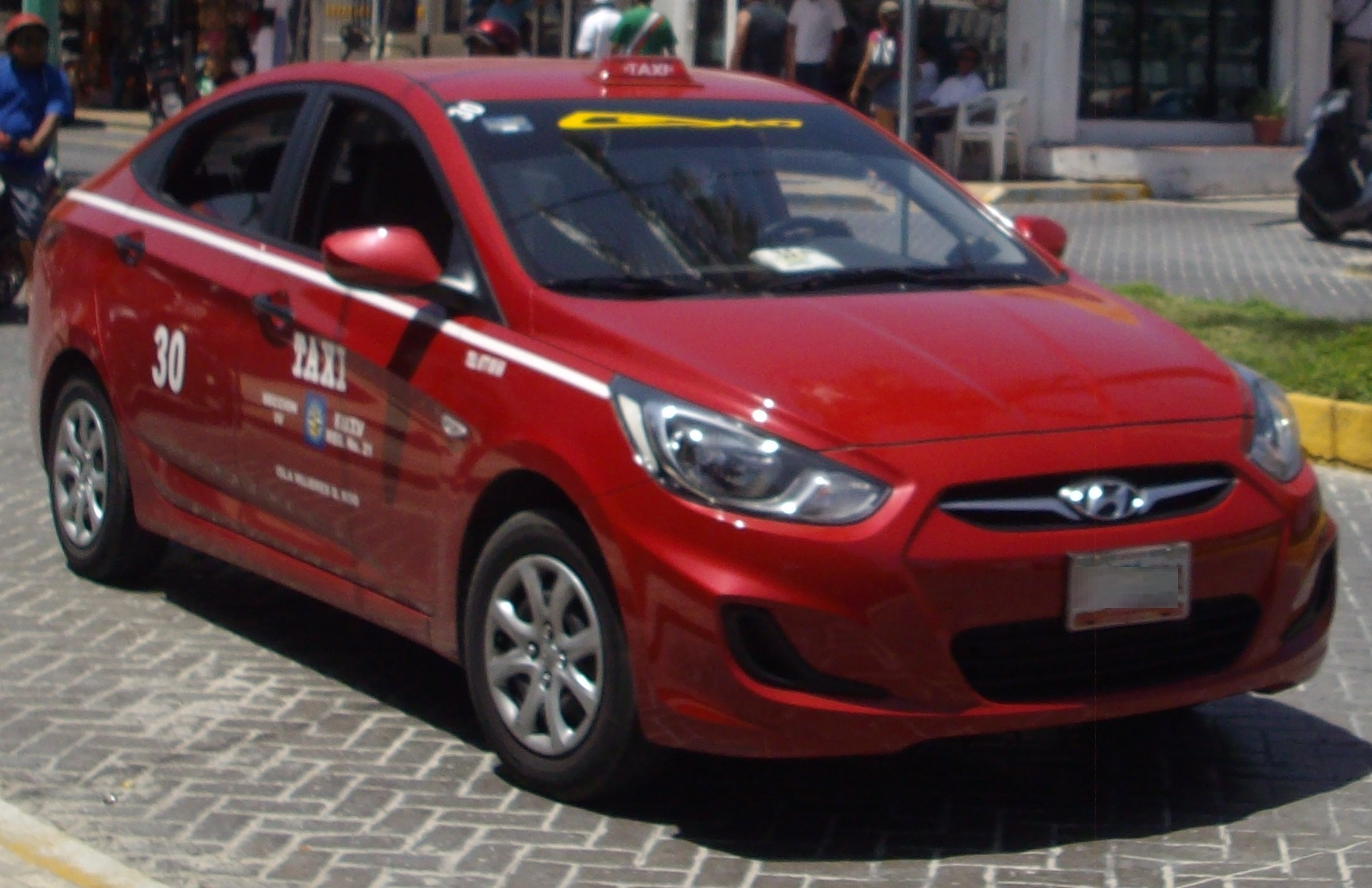
Dodge Attitude II Taxi

Dodge Attitude II został zaprezentowany po raz pierwszy w 2011 roku.
W 2011 roku do sprzedaży wyłącznie na rynku meksykańskim trafiła druga generacja Dodge'a Attitude, oparta na kolejnej odsłonie Hyundaia Accenta.
Co za tym idzie, samochód zyskał bardziej strzeliste proporcje, z dużymi przetłoczeniami na bocznych panelach i wielokątnym kształtach lamp. Podobnie jak poprzednik samochód był importowany z południowokoreańskich zakładów Hyundaia, jednak tym razem zastosowano nietypowy zabieg - samochód nosił emblematy koreańskiej marki, ale oznaczenia wskazywały markę Dodge i model Attitude.

### Silniki
- R4 1.4l Gamma
- R4 1.4l Kappa
- R4 1.6l Gamma
- R4 1.6l Gamma II

## Trzecia generacja

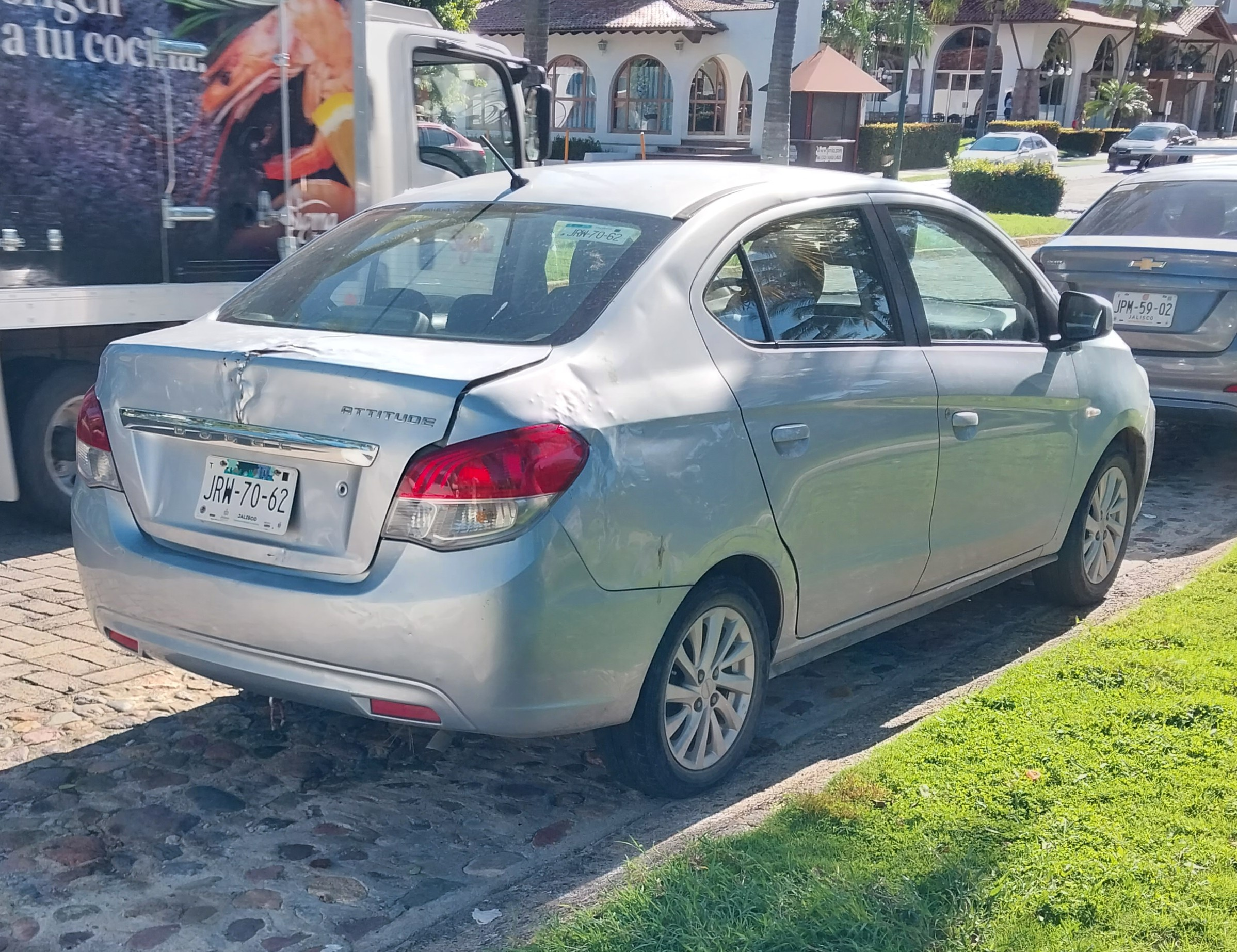
Dodge Attitude III - tył

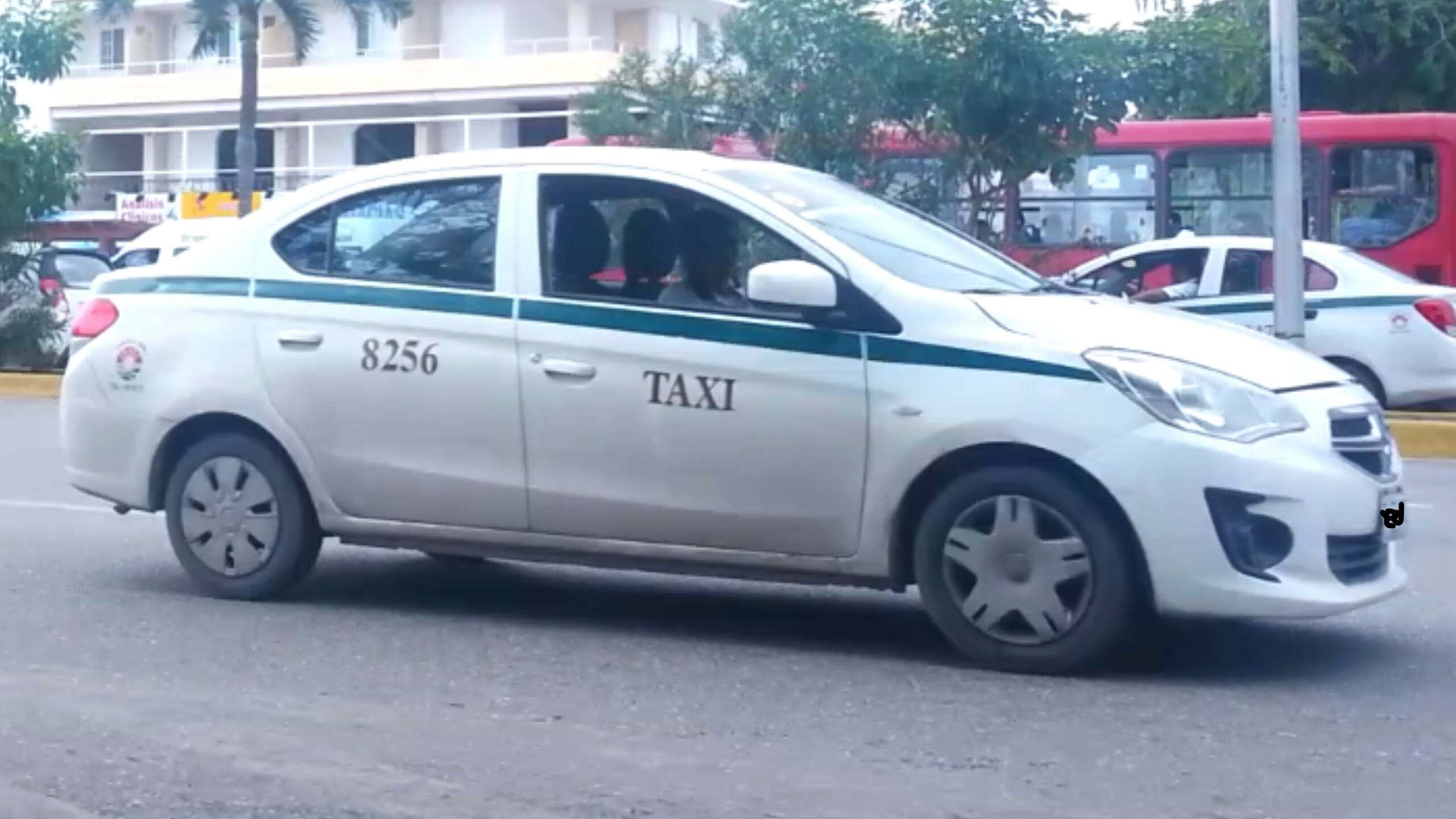
Dodge Attitude III Taxi

Dodge Attitude III został zaprezentowany po raz pierwszy w 2015 roku.
Na początku 2015 roku trafiła do sprzedaży w Meksyku trzecia generacja miejskiego sedana Attitude. W przeciwieństwie do poprzedników, samochód nie był już jednak lokalną wersją Hyundaia Accenta, gdyż Dodge zakończył współpracę z tym koncernem.
Tym razem, producent zdecydował się odnowić wieloletnią współpracę z japońskim Mitsubishi, przedstawiając bliźniaczą konstrukcję dla oferowanego już równolegle w Meksyku Mitsubishi Attrage. Attitude odróżniał się inną atrapą chłodnicy z charakterystycznym czarnym krzyżem oraz innymi oznaczeniami producenta.

### Silniki
- R3 1.0l DOHC
- R3 1.2l DOHC

## Czwarta generacja
Dodge Attitude IV został zaprezentowany po raz pierwszy w 2024 roku.
Po niespełna 20 latach obecności linii modelowej Attitude, w przypadku czwartej generacji meksykański oddział Dodge'a zdecydował się zerwać z koncepcją niewielkiego, subkompaktowego sedana na rzecz większych, kompaktowych rozmiarów. Ponadto, zakończono współpracę z Mitsubishi na rzecz poszerzenia trwającego już od 2021 roku partnerstwa z chińskim GAC Motor. W rezultacie, czwarta generacja Dodge'a Attitude stała się bliźniaczą wersją modelu GAC Trumpchi Empow.
Pod kątem wizualnym Attitude odróżnił się innymi oznaczeniami producenta na klapie bagażnika, alufelgach, kole kierownicy oraz przeprojektowaną osłoną chłodnicy. Tam znalazł się napis "Dodge" oraz wyeksponowany radar adaptacyjnego tempomatu w miejscu pierwotnego loga firmy GAC.
Do napędu samochodu wykorzystano tym razem tylko jedną, czterocylindrową turbodoładowaną jednostkę benzynową o pojemności 1,5 litra i mocy 168 KM. Połączono ją wyłącznie z automatyczną, dwusprzęgłową skrzynią biegów z 7 przełożeniami.

### Sprzedaż
Podobnie jak dotychczasowe wcielenia Attitude'a, tak i czwarta generacja powstała jako lokalna wariacja wyłącznie na potrzeby rynku meksykańskiego. Tym razem fabryką dostarczającą modele do nabywców zostały chińskie zakłady GAC Motor w Yicheng.

### Silnik
- R4 1.5l Turbo 168 KM